# Майска коралова змия
Майските коралови змии (Micrurus hippocrepis) са вид влечуги от семейство Аспидови (Elapidae).
Разпространени са в тропическите гори на Гватемала и Белиз.
Таксонът е описан за пръв път от Вилхелм Петерс през 1861 година.